# Gertrude Baines

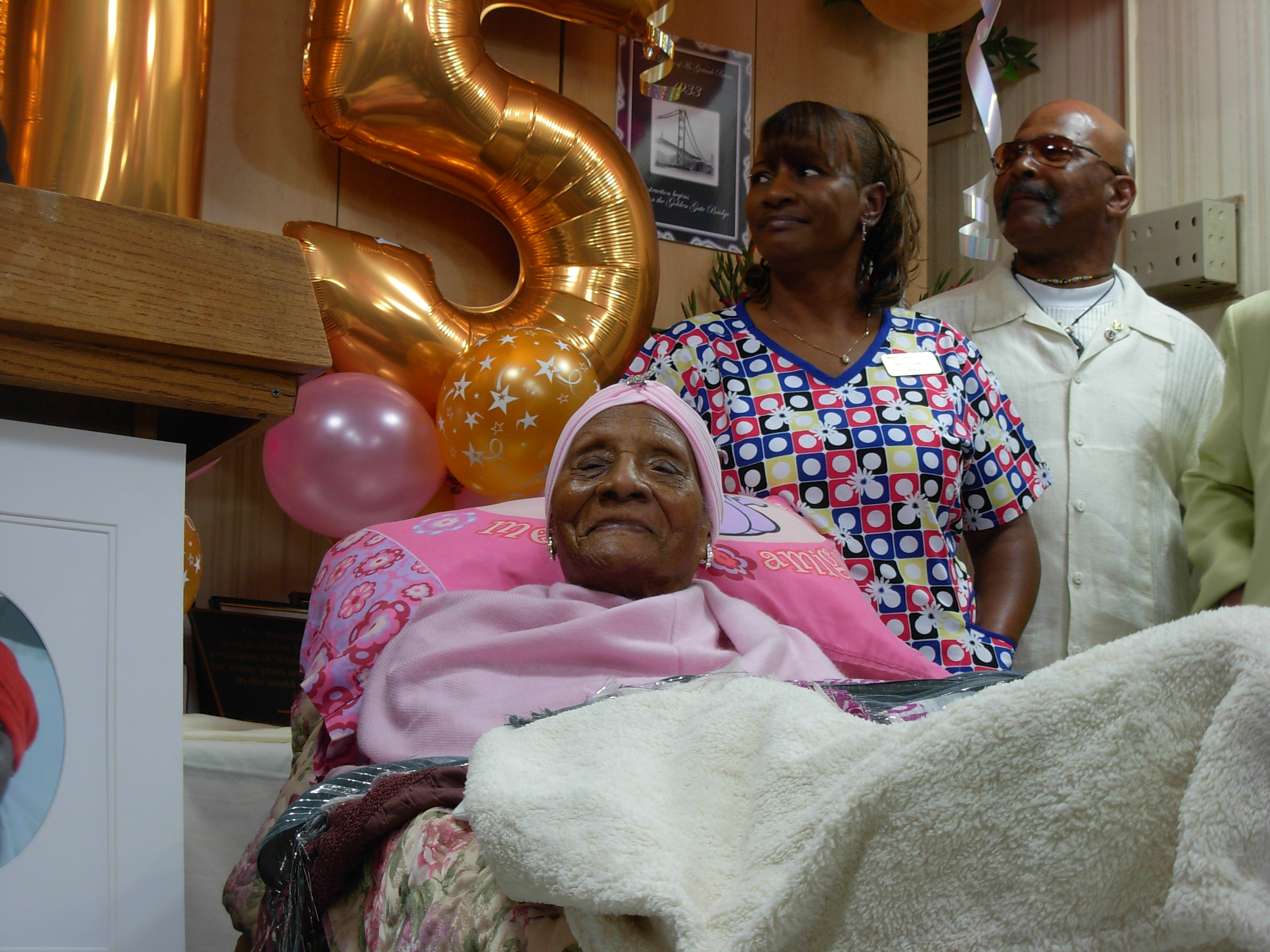
Gertrude Baines op haar 115e verjaardag (6 april 2009)

Gertrude Baines (Shellman (Georgia), 6 april 1894 – Los Angeles, 11 september 2009) was van 2 januari 2009 tot haar eigen overlijden de oudste erkende levende mens ter wereld, na het overlijden van de Portugese Maria de Jesus. Ze heeft deze titel 8 maanden en 9 dagen gedragen.
Baines, een Afro-Amerikaanse, woonde in Los Angeles. Alhoewel ze last had van artritis en niet meer kon lopen, was ze nog erg fit.
Baines vierde haar 115e verjaardag in april 2009 nog opgewekt met onder meer muziek, taart en de felicitaties van president Barack Obama. Ze werd in november 2008 in de VS bekend als de oudste Amerikaan die op Obama heeft gestemd. Ze zei toen nog te hopen in 2012 opnieuw op hem te kunnen stemmen.
Baines werd in 1894 in de Amerikaanse staat Georgia geboren als dochter van slaven en overleefde haar hele familie. Ze had slechts één dochter, die als 18-jarige aan tyfus bezweek. Ze dankte naar eigen zeggen haar hoge leeftijd aan het geloof en een sober leven, zonder alcohol of tabak.
Op 11 september 2009 overleed Baines 's morgens vroeg aan een hartaanval in haar slaap op de leeftijd van 115 jaar en 158 dagen. 